# Magdalena van Kleef

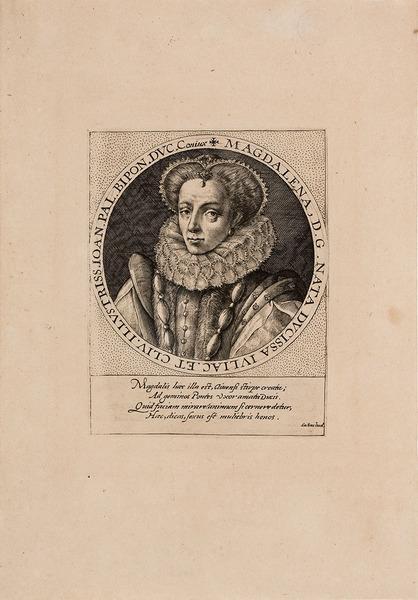
Magdalena van Kleef, paltsgravin van Palts-Zweibrücken

Magdalena van Kleef (Kleef, 2 november 1553 - Meisenheim, 30 augustus 1633) was een prinses van het verenigde Gulik-Kleef-Berg en een telg van de dynastie van der Mark. Zij was een dochter van hertog Willem van Kleef en zijn tweede vrouw, aartshertogin Maria van Oostenrijk.
Op 4 oktober 1579 huwde ze in Bad Bergzabern met paltsgraaf en hertog Johan I van Palts-Zweibrücken. Het koppel diende te verblijven in hun hertogelijke residenties van Zweibrücken en Meisenheim; door financiële problemen trokken ze evenwel in bij de schoonfamilie in het hertogdom Palts-Neuburg.
In 1604 werd ze weduwe. Haar oudste zoon Johan de Jongere volgde op als hertog van Palts-Zweibrücken. Wanneer haar oudste broer Johan Willem stierf in 1609 zonder erfgenamen, brak de Gulik-Kleefse successieoorlog uit. Voor haar zoon zat er niets in bij de verdeling in Xanten van Gulik-Kleef-Berg (1614).
Zij werd 79 jaar. Zij is begraven in de kerk van het kasteel van Meisenheim.

## Nakomelingen
Johan I en Magdalena kregen volgende kinderen:
- Lodewijk Willem (1580-1581)
- Maria Elisabeth (1581-1637), in 1601 getrouwd met George Gustaaf van Palts-Veldenz (1592-1634)
- Anna Magdalena (1583)
- Johan II (1584-1635)
- Frederik Casimir (1585-1645)
- Elizabeth Dorothea (1586–1593)
- Zoon (1588)
- Johan Casimir (1589-1652)
- Dochter (1590)
- Amalia Jacoba Henriëtte (1592-1655)
- Doodgeboren zoon (1593)